# 宫海龙鱼属
宫海龙鱼属，為輻鰭魚綱棘背魚目海龍科的其中一屬。

## 下属物种
- 宮海龍魚（Heraldia nocturna）